# GP32
Il GamePark 32, meglio noto come GP32, è una console portatile coreana. Fonda il proprio funzionamento su un ARM, un tipo di processore RISC a 32 bit, con frequenza di clock garantita di 133 MHz (tramite overclock è possibile superare, senza procurare danni al sistema, qualora questo si dimostri stabile, addirittura i 200 MHz). Dispone di 8 MB di memoria RAM ed utilizza come supporti di memoria schede SmartMedia (SMC) di capacità sino a 128 MB. Si tratta di una console totalmente open source: chiunque desideri sviluppare software utilizzabile col GP32 può liberamente scaricare gli strumenti di sviluppo, distribuiti con licenza GPL. Il parco software commerciale dedicato a questa console è piuttosto ridotto; i programmi homebrew liberi disponibili sono, al contrario, assai numerosi, particolarmente per quanto riguarda gli emulatori. L'emulazione è, infatti, l'utilizzo principale di questo sistema, che può vantare una serie di emulatori capaci di prestazioni eccezionali (basti considerare, a titolo esemplificativo, fGB32 e Dr. MD, che riproducono il funzionamento, rispettivamente, di un Game Boy/Game Boy Color e di un Sega Genesis/Sega Mega Drive).

## Specifiche tecniche
| Dimensioni   | 147 mm × 88 mm × 34 mm |
| Peso         | 0.163 kg |
| Display      | 3.5" TFT LCD con profondità di colore a 16-bit (65.536 colori) e risoluzione di 320 × 240 pixels |
| CPU          | Samsung S3C2400X01 (ARM920T core) a 133 MHz (overclocking sino a 166 MHz e più. Alcuni modelli sono stati spinti addirittura a 256 MHz, tuttavia il sistema non sempre si è dimostrato stabile e la durata delle batterie è diminuita di molto). Non tutte le unità dispongono della stessa tolleranza all'overclocking. |
| RAM          | 8 MB SDRAM (larghezza di banda a 16-bit) |
| ROM          | 512 KB (larghezza di banda a 8-bit) |
| Audio        | fino a 44.1 kHz 16-bit stereo, 4 canali di polifonia gestibili con campionamento wave (sebbene questo sia il numero previsto dalla SDK ufficiali è possibile gestire anche una polifonia superiore) e 16 voci con software MIDI. mini jack per cuffie speakers stereo integrati                                          |
| Storage      | SmartMedia da 2 a 128 Mbytes (3.3v) |
| Power Supply | 2 batteria AA o un adattatore da 3V DC. La durata stimata delle batterie va da 6 a 12 ore, a seconda del tipo di utilizzo. |

## Successori
- GP2X - prodotta da una nuova compagnia GamePark Holdings.
- GP2X WIZ - successore del GP2X
- GP2X Caanoo - successore del GP2X Wiz